# Miguel Abellán
Miguel Abellán (Madri, 24 de setembro de 1978) é um toureiro espanhol.
Em 2014 participou como concorrente na edição do programa de televisão ¡Mira quién baila!, no canal 1 da TVE. Finalmente, venceu o concurso, graças ao voto do público.